# Ott Tänak
Ott Tänak (Kärla, 15 oktober 1987) is een Estse rallyrijder, momenteel actief in het wereldkampioenschap rally voor Ford (rallysport) met de Ford Puma Rally 1. Met Toyota werd hij in 2019 voor het eerst wereldkampioen.

## Carrière

### Vroege carrière

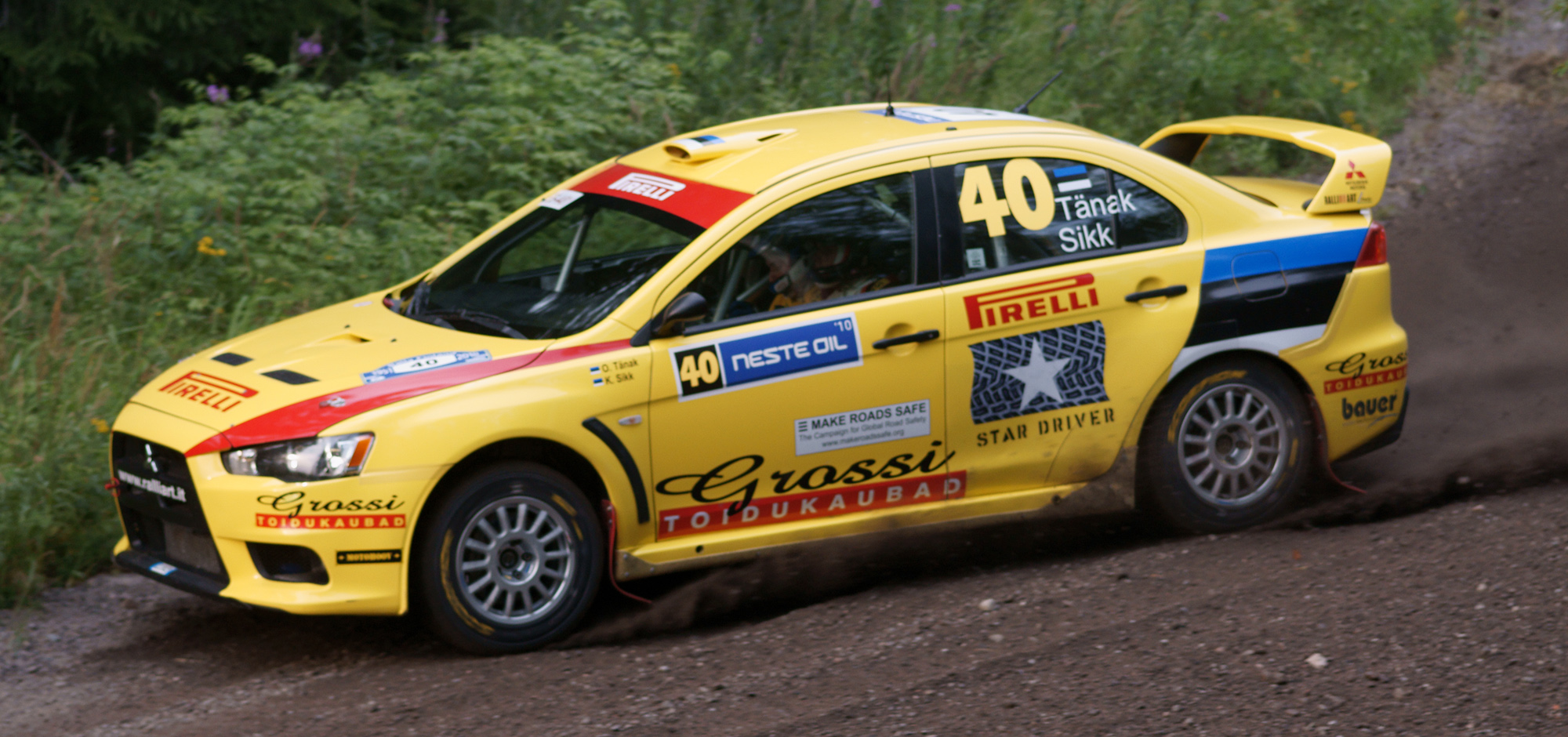
Tänak als PWRC-rijder actief tijdens de rally van Finland in 2010

Ott Tänak debuteerde in 2004 in de rallysport. In 2008 en 2009 won hij het Ests rallykampioenschap met een Subaru Impreza WRX STi. In 2009 reed hij voor het eerst ook een rally in het wereldkampioenschap rally, in Portugal, waarin hij als twintigste algemeen eindigde. In september 2009 won Tänak de Pirelli Star Driver shoot-out in Oostenrijk, waardoor hij in het seizoen 2010 zes WK-rally's kon afwerken met een Groep N Mitsubishi Lancer Evolution. Hij won twee keer in de productieklasse, in Finland en Groot-Brittannië.
In het 2011 seizoen reed Tänak een WK-programma met een Ford Fiesta S2000 in het Super 2000 World Rally Championship. Zijn auto werd geprepareerd door MM Motorsport, het team dat beheerd wordt door oud-rallyrijder Markko Märtin. Tänak behaalde met een tiende plaats in Mexico zijn eerste WK-kampioenschapspunt en reed vervolgens in Sardinië naar een indrukwekkende zevende plaats toe. In het kampioenschap eindigde hij uiteindelijk tweede achter winnaar Juho Hänninen. Hij sloot het seizoen af in Groot-Brittannië met een gastoptreden voor Stobart Ford in een Ford Fiesta RS WRC, de rally eindigend als zesde.

### Wereldkampioenschap rally

#### 2012-2017: M-Sport

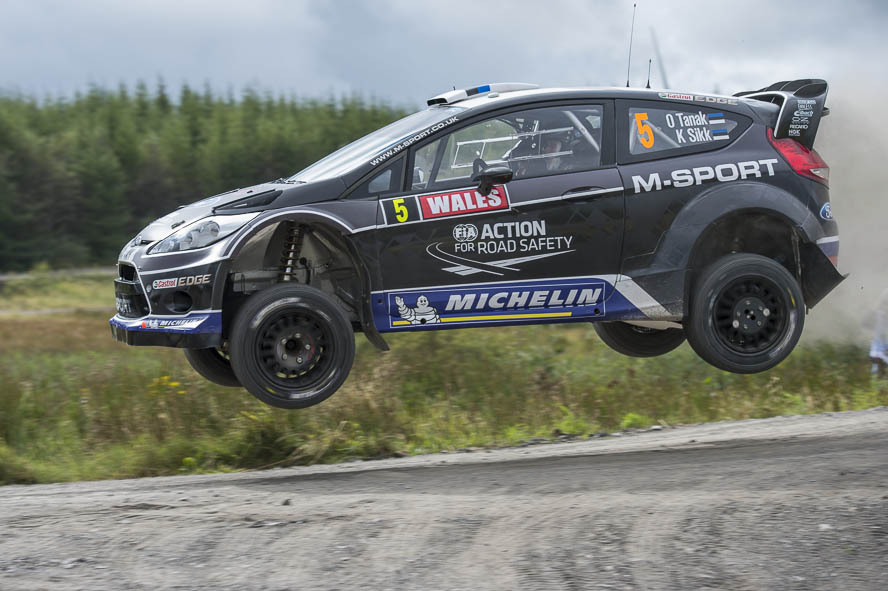
In 2012 reed Tänak zijn eerste volledige seizoen met een WRC, actief voor M-Sport

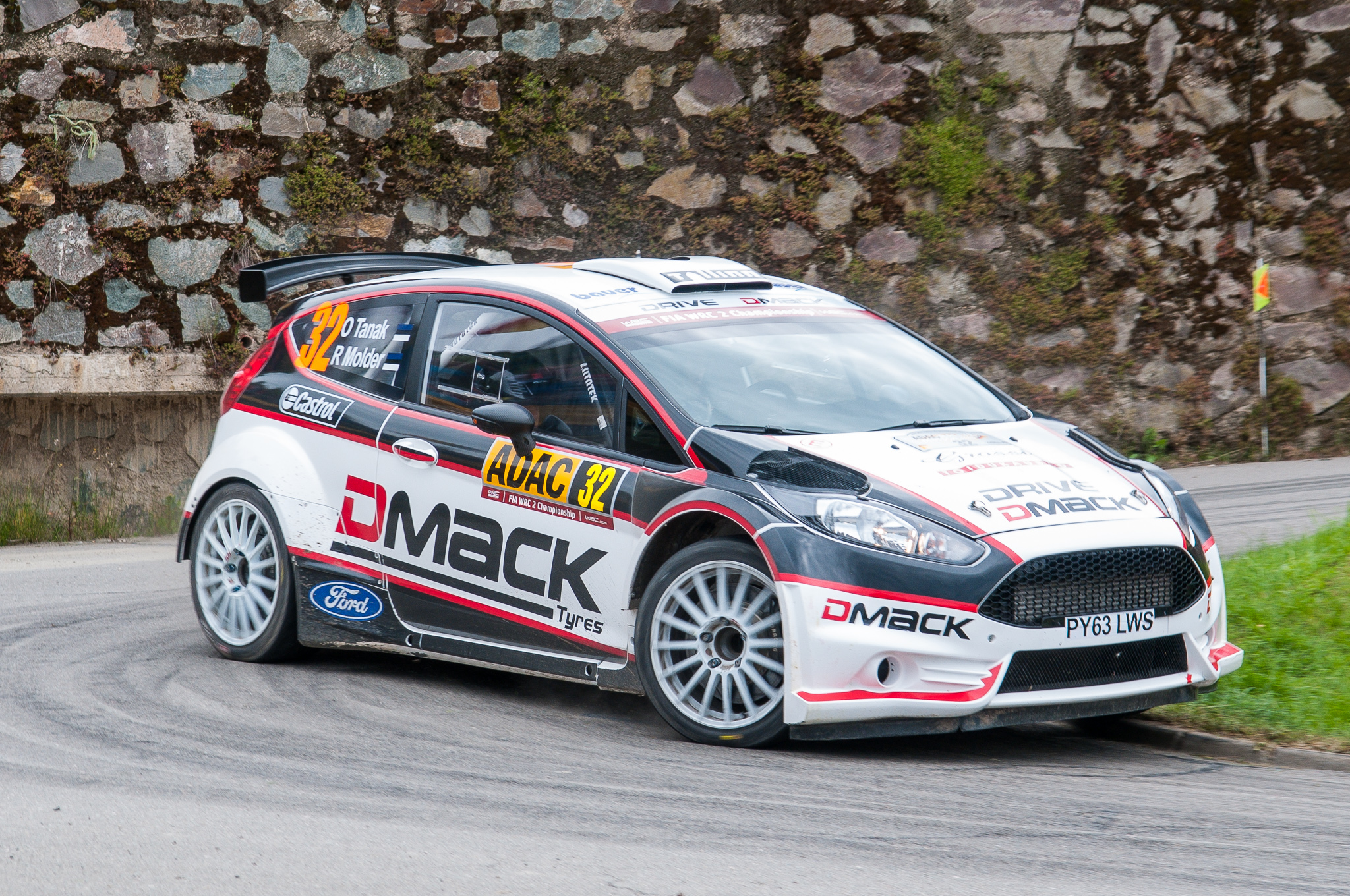
Tänak met de DMACK Ford Fiesta R5 in Duitsland in 2014

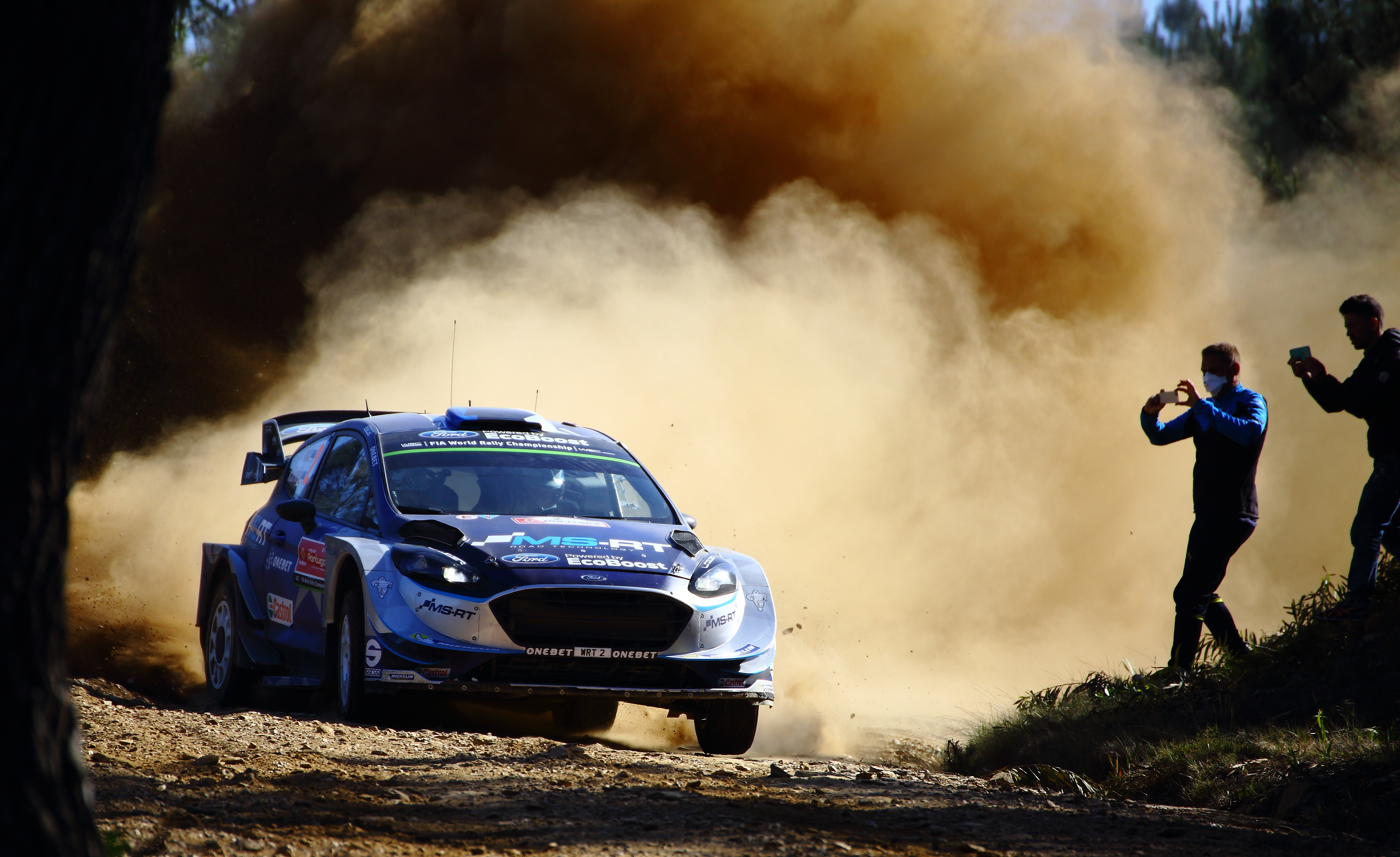
In 2017 maakte Tänak zijn definitieve doorbraak met M-Sport, hier in actie tijdens de rally van Portugal

In het 2012 seizoen reed Tänak een volledig programma in het WK met een Fiesta RS WRC ingeschreven door het M-Sport World Rally Team. Hij behaalde dat jaar zijn eerste podium resultaat in Sardinië, waar hij als derde eindigde. Het seizoen verliep echter ook wisselvallig en Tänak keerde uiteindelijk in 2013 niet terug bij het team. Dat jaar is hij onder meer weer actief geweest op de Estse rallypaden. Tänak keerde terug in het WK in 2014, waar hij het seizoen aanving in Zweden met een Ford Fiesta RS WRC. Daarnaast reed hij ook een programma in het WRC-2 kampioenschap. In het 2015 seizoen keerde hij terug als officiële rijder bij M-Sport. Zijn beste resultaat dat jaar zette hij neer in Polen, waar hij als derde eindigde. Tänak verloor hierna zijn zitje bij het eerste team en zou in 2016 onder de vlag van het DMACK World Rally Team rijden op het gelijknamige bandenschoeisel. De competitieve wisselvalligheid hiervan zag daarom ook wisselende resultaten voor Tänak. In Polen zat hij opnieuw van voren en stevende daar af op een overwinning, totdat een lekke band op de voorlaatste proef hem dusdanig veel tijd kostte waardoor hij terugviel naar de tweede plaats achter uiteindelijke winnaar Andreas Mikkelsen. Tänak greep later in het seizoen in Groot-Brittannië opnieuw naar een tweede plaats toe. Kort hierna werd ook duidelijk dat Tänak in 2017 weer terug zou keren bij M-Sport's eerste team, uiteindelijk als teamgenoot van viervoudig wereldkampioen Sébastien Ogier. Hij opende het seizoen sterk met een derde plaats in Monte Carlo en een tweede positie in Zweden. Zijn langverwachte eerste overwinning kwam uiteindelijk in Sardinië. Een paar rally's later won hij in Duitsland ook zijn eerste asfaltwedstrijd.

#### 2018: Toyota

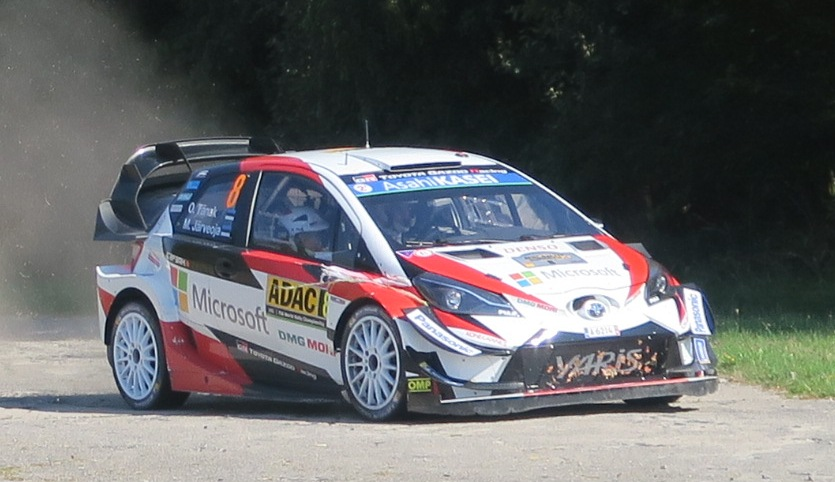
Tänak met Toyota op weg naar zege in Duitsland in 2018

In het 2018 seizoen maakte Tänak de overstap naar Toyota, actief met de Yaris WRC, naast teamgenoten Jari-Matti Latvala en Esapekka Lappi.

## Complete resultaten in het wereldkampioenschap rally
| Seizoen | Inschrijving                          | Auto                    | 1       | 2       | 3      | 4       | 5       | 6       | 7       | 8       | 9       | 10      | 11     | 12     | 13      | 14    | Pos. | Punten |
| ------- | ------------------------------------- | ----------------------- | ------- | ------- | ------ | ------- | ------- | ------- | ------- | ------- | ------- | ------- | ------ | ------ | ------- | ----- | ---- | ------ |
| 2009    | Ott Tänak                             | Subaru Impreza STi      | IER     | NOO     | CYP    | POR 20  | ARG     | ITA     | GRI     | POL     | FIN DNF | AUS     | SPA    | GBR    |         |       | –    | 0      |
| 2010    | Ott Tänak                             | Subaru Impreza STi      | ZWE DNF | MEX     | JOR    |         |         |         |         |         |         |         |        |        |         |       | –    | 0      |
| 2010    | Pirelli Star Driver                   | Mitsubishi Lancer Evo X |         |         |        | TUR DNF | NZL     | POR DNF | BUL     | FIN 18  | DUI 31  | JPN     | FRA 19 | SPA    | GBR 17  |       | –    | 0      |
| 2011    | MM Motorsport                         | Ford Fiesta S2000       | ZWE     | MEX 10  | POR    | JOR     | ITA 7   | ARG     | GRI DNF | FIN 13  | DUI 12  | AUS     | FRA 11 | SPA 27 |         |       | 15   | 15     |
| 2011    | M-Sport Stobart Ford World Rally Team | Ford Fiesta RS WRC      |         |         |        |         |         |         |         |         |         |         |        |        | GBR 6   |       | 15   | 15     |
| 2012    | M-Sport Ford World Rally Team         | Ford Fiesta RS WRC      | MON 8   | ZWE DNF | MEX 5  | POR 14  | ARG 10  | GRI 9   | NZL DNF | FIN 6   | DUI DNF | GBR DNF | FRA 6  | ITA 3  | SPA DNF |       | 8    | 52     |
| 2014    | M-Sport World Rally Team              | Ford Fiesta RS WRC      | MON     | ZWE 5   |        | POR DNF |         |         |         |         |         |         |        |        |         |       | 15   | 17     |
| 2014    | Ott Tänak                             | Ford Fiesta RS WRC      |         |         |        |         |         |         |         |         |         |         |        |        | GBR 7   |       | 15   | 17     |
| 2014    | Drive DMACK                           | Ford Fiesta R5          |         |         | MEX 15 |         | ARG 17  | ITA 21  | POL 11  | FIN 12  | DUI 10  | AUS DNF | FRA    | SPA    |         |       | 15   | 17     |
| 2015    | M-Sport World Rally Team              | Ford Fiesta RS WRC      | MON 18  | ZWE 4   | MEX 22 | ARG 11  | POR 5   | ITA 14  | POL 3   | FIN 5   | DUI 8   | AUS 6   | FRA 10 | SPA 41 | GBR DNF |       | 10   | 63     |
| 2016    | DMACK World Rally Team                | Ford Fiesta RS WRC      | MON 7   | ZWE 5   | MEX 6  | ARG 15  | POR DNF | ITA 5   | POL 2   | FIN DNF | DUI 23  | CHN C   | FRA 10 | SPA 6  | GBR 2   | AUS 7 | 8    | 88     |
| 2017    | M-Sport World Rally Team              | Ford Fiesta WRC         | MON 3   | ZWE 2   | MEX 4  | FRA 11  | ARG 3   | POR 4   | ITA 1   | POL DNF | FIN 7   | DUI 1   | SPA 3  | GBR 6  | AUS 2   |       | 3    | 191    |
| 2018    | Toyota Gazoo Racing WRT               | Toyota Yaris WRC        | MON 2   | ZWE 9   | MEX 14 | FRA 2   | ARG 1   | POR DNF | ITA 9   | FIN 1   | DUI 1   | TUR 1   | GBR 19 | SPA 6  | AUS DNF |       | 3    | 181    |
| 2019    | Toyota Gazoo Racing WRT               | Toyota Yaris WRC        | MON 3   | ZWE 1   | MEX 2  | FRA 6   | ARG 8   | CHL 1   | POR 1   | ITA 5   | FIN 1   | DUI 1   | TUR 16 | GBR 1  | SPA 2   | AUS C | 1    | 263    |

* Seizoen loopt nog.

#### Overwinningen
| #  | Seizoen | Rally                          | Navigator       | Auto             |
| -- | ------- | ------------------------------ | --------------- | ---------------- |
| 1  | 2017    | 14º Rally d'Italia Sardegna    | Martin Järveoja | Ford Fiesta WRC  |
| 2  | 2017    | 35. ADAC Rallye Deutschland    | Martin Järveoja | Ford Fiesta WRC  |
| 3  | 2018    | 38º YPF Rally Argentina        | Martin Järveoja | Toyota Yaris WRC |
| 4  | 2018    | 68th Neste Rally Finland       | Martin Järveoja | Toyota Yaris WRC |
| 5  | 2018    | 36. ADAC Rallye Deutschland    | Martin Järveoja | Toyota Yaris WRC |
| 6  | 2018    | 11th Rally Turkey Marmaris     | Martin Järveoja | Toyota Yaris WRC |
| 7  | 2019    | 67th Rally Sweden              | Martin Järveoja | Toyota Yaris WRC |
| 8  | 2019    | 1º Copec Rally Chile           | Martin Järveoja | Toyota Yaris WRC |
| 9  | 2019    | 53º Vodafone Rally de Portugal | Martin Järveoja | Toyota Yaris WRC |
| 10 | 2019    | 69th Neste Rally Finland       | Martin Järveoja | Toyota Yaris WRC |
| 11 | 2019    | 37. ADAC Rallye Deutschland    | Martin Järveoja | Toyota Yaris WRC |
| 12 | 2019    | 75th Wales Rally Great Britain | Martin Järveoja | Toyota Yaris WRC |